# نيناد فيليبوفيتش
نيناد فيليبوفيتش (بالصربية: Ненад Филиповић)‏ هو لاعب كرة قدم صربي في مركز حراسة المرمى، ولد في 24 أبريل 1987 في أوزيتشى في صربيا. لعب مع راد بيوغراد ورادنيتشكي نيش ونادي بودابست ونادي مول فيهيرفار.

## وصلات خارجية
- نيناد فيليبوفيتش على موقع الاتحاد الأوربي (الإنجليزية)
- نيناد فيليبوفيتش على موقع قاعدة بيانات كرة القدم.إي يو (الإنجليزية)
- نيناد فيليبوفيتش على موقع بيانات كرة القدم. دي إي (الألمانية)
- نيناد فيليبوفيتش على موقع Soccerbase.com (لاعب) (الإنجليزية)
- نيناد فيليبوفيتش على موقع Soccerway.com (الإنجليزية)
- نيناد فيليبوفيتش على موقع عالم كرة القدم.نت (الإنجليزية)